# Aspin-en-Lavedan
Aspin-en-Lavedan is een gemeente in het Franse departement Hautes-Pyrénées (regio Occitanie) en telt 223 inwoners (1999). De plaats maakt deel uit van het arrondissement Argelès-Gazost.

## Geografie
De oppervlakte van Aspin-en-Lavedan bedraagt 1,8 km², de bevolkingsdichtheid is 123,9 inwoners per km².

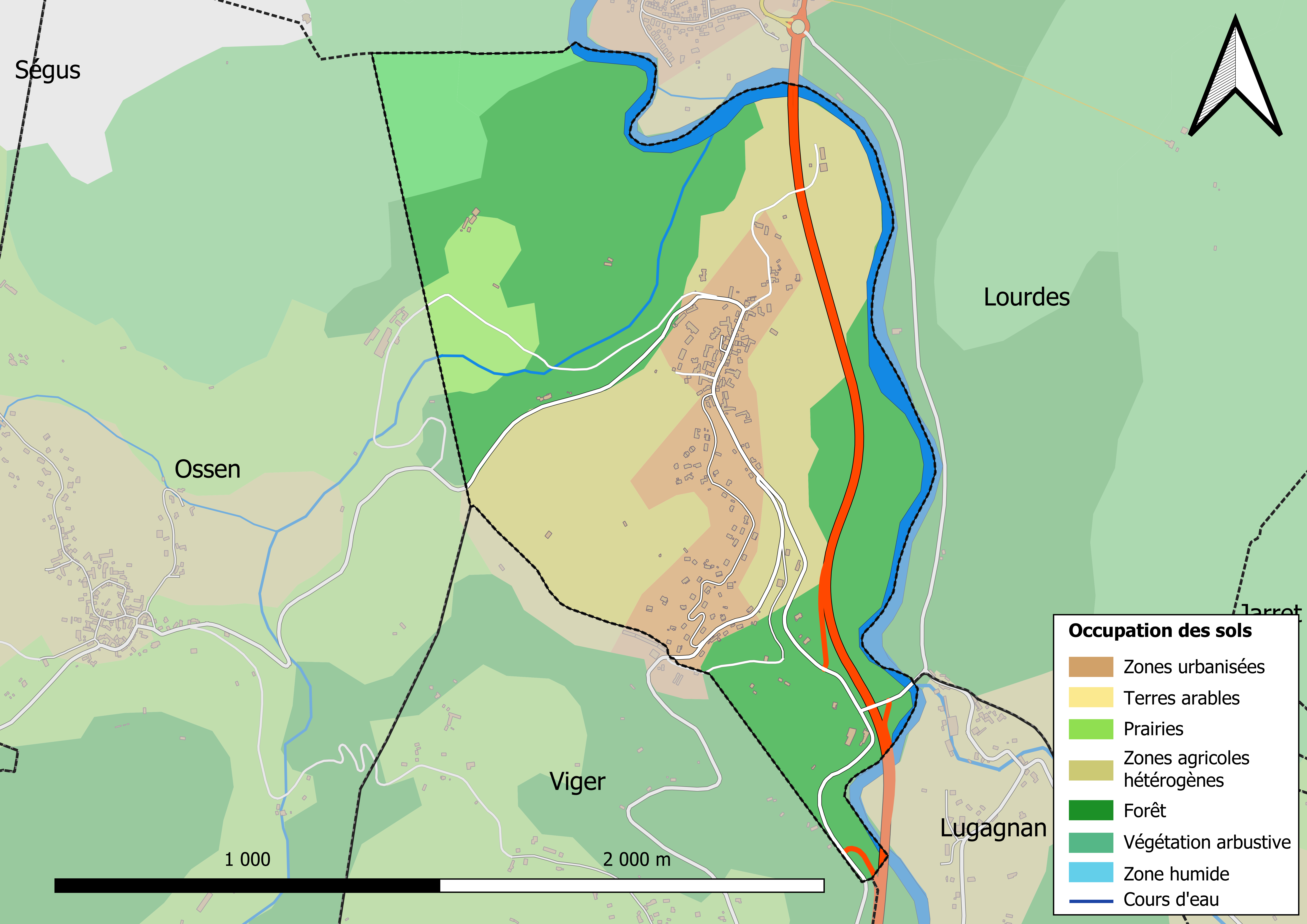
Kaart van de gemeente met belangrijkste infrastructuur, bodemgebruik en omliggende gemeenten

## Demografie
Onderstaande figuur toont het verloop van het inwonertal (bron: INSEE-tellingen).